# Чивидате ал Пјано
Чивидате ал Пјано (итал. Cividate al Piano) је насеље у Италији у округу Бергамо, региону Ломбардија.
Према процени из 2011. у насељу је живело 4985 становника. Насеље се налази на надморској висини од 147 м.

## Становништво
Према резултатима пописа становништва 2011. у општини је живело 5.157 становника.
| 1936. | 1951. | 1961. | 1971. | 1981. | 1991. | 2001. | 2011. |
| ----- | ----- | ----- | ----- | ----- | ----- | ----- | ----- |
| 3.222 | 3.452 | 3.510 | 4.002 | 4.644 | 4.741 | 4.869 | 5.157 |